# Humpan Kuninkaan Hovissa
Humpan Kuninkaan Hovissa är ett album gjort av det finska bandet Eläkeläiset 1995.

## Låtar
1. Elän Humpalla (Bon Jovi - Living On A Prayer)
2. Pyjamahumppa (Roxette - Sleeping In My Car)
3. Sorvarin Humppa (Motörhead - Ace Of Spades)
4. Sortohumppa (J.M.K.E - Tere Perestroika)
5. Eläkeläiset (Spin Doctors - Two Princes)
6. Komerohumppa (Rock'n'Roll Band - I'm Gonna Roll)
7. Surinajenkka (Psychoplasma - Radio Flies)
8. Tarakkihumppa (D.A.D - Sleeping My Day Away)
9. Riivinrautahumppa (Alice Cooper - Bed Of Nails)
10. Pätä Pätä (Neal Hefti - Batman Theme)
11. Ryhtivaliohumppa (ZZ Top - Sharp Dressed Man)
12. Orpopojan Jenkka (Ian Dury - Sex, Drugs & Rock'n'Roll)
13. Kulttihumppa (The Cult - Little Devil)
14. Sisupussihumppa (Lord Of The New Church - Open Your Eyes)
15. Humppaleka (Elvis Presley - Viva Las Vegas)
16. Konttaushumppa / Dumkopf (The Troggs - Wild Thing)
17. Humppaan Itsekseni (Billy Idol - Dancing With Myself)
18. Kiitoratahumppa (The Velvet Underground - Venus In Furs)
19. Kuka Humpan Seisauttaa? (Creedence Clearwater Revival - Who'll Stop The Rain)
20. Humppaa Tai Kuole! (2 Unlimited - No Limits)
21. Aamupalahumppa (Suzanne Vega - Tom's Diner)
22. Pätä Pätä (Neal Hefti - Batman Theme)
23. Komerotekno (Rock'n'Roll Band - I'm Gonna Roll)
24. Tavast-bingo
25. Luikurinhumppa (Depeche Mode - Personal Jesus)
26. Päätön Humppa (Orchestral Manoeuvres In The Dark - Enola Gay)